# 热尔河畔蒙泰斯特吕克
熱爾河畔蒙泰斯特吕克（法語：Montestruc-sur-Gers，法語發音：[mɔ̃tɛstʁyk syʁ ʒɛʁ(s)]）是法国热尔省的一个市镇，位于该省中北部偏东，属于孔东区和热尔洛马涅市镇公共社区。

## 地理
热尔河畔蒙泰斯特吕克（43°47'34"N, 0°37'44"E）面积16.31 平方千米，位于法国奧克西塔尼大區热尔省，该省份为法国西南部内陆省份，北起顺时针与洛特-加龙省、塔恩-加龙省、上加龙省、上比利牛斯省、大西洋比利牛斯省和朗德省接壤。
与热尔河畔蒙泰斯特吕克接壤的市镇（或旧市镇、城区）包括：弗勒朗斯、欧卢斯特河畔加瓦雷、拉拉讷、普雷沙克、皮塞居尔、圣克里斯蒂。
热尔河畔蒙泰斯特吕克的时区为UTC+01:00、UTC+02:00（夏令时）。

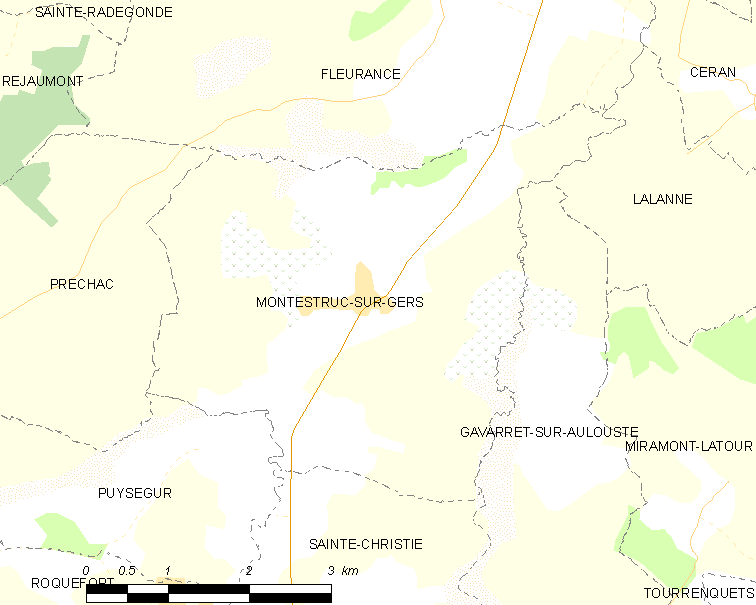
热尔河畔蒙泰斯特吕克的OSM定位图

## 行政
热尔河畔蒙泰斯特吕克的邮政编码为32390，INSEE市镇编码为32286。

## 政治
热尔河畔蒙泰斯特吕克所属的省级选区为弗勒朗斯-洛马涅县。

## 交通
法国国道N21线和热尔省省道D240线、D251线在热尔河畔蒙泰斯特吕克境内交汇。

## 人口

1962-2008年间热尔河畔蒙泰斯特吕克人口变化图示

热尔河畔蒙泰斯特吕克于2022年1月1日时的人口数量为700人。